# Stella (Napulj)
Stella (talijanski: "zvijezda") je četvrt Napulja, južna Italija. Područje uključuje Nacionalni arheološki muzej, proteže se sjeverno kroz dio grada Rione Sanità, uz brdo Capodimonte, te uključuje teren i zgrade muzeja umjetnosti Capodimonte.